# Artur Szyk
Artur Szyk, znany także jako Arthur Szyk (ur. 16 czerwca 1894 w Łodzi, zm. 13 września 1951 w New Canaan w stanie Connecticut w Stanach Zjednoczonych) – artysta grafik, ilustrator książek, scenograf, karykaturzysta.

## Życiorys
Urodził się w Polsce pod zaborem rosyjskim w rodzinie żydowskiej, sam zawsze uważał się zarówno za Żyda, jak i Polaka. Od 1921 mieszkał i tworzył głównie we Francji, a od 1937 w Wielkiej Brytanii. W 1940 osiedlił się w Stanach Zjednoczonych, gdzie w 1948 otrzymał amerykańskie obywatelstwo.
Artur Szyk jako grafik i ilustrator zyskał uznanie w okresie międzywojennym – jego prace były wystawiane i publikowane nie tylko w Polsce, lecz również Francji, Wielkiej Brytanii i USA. Popularność przyniosły mu jednak karykatury wojenne, w których po wybuchu II wojny światowej ukazywał przywódców państw Osi – przede wszystkim Hitlera, Mussoliniego i Hirohito. Po zakończeniu wojny w swojej twórczości nadal angażował się politycznie, przede wszystkim popierając utworzenie państwa izraelskiego.
Twórczość Szyka w warstwie treściowej cechuje się zaangażowaniem społecznym i politycznym, a w warstwie formalnej odrzuceniem modernizmu i nawiązywaniem do malarstwa średniowiecznego i renesansowego, zwłaszcza zdobnictwa książek z tych okresów. W przeciwieństwie do prac większości karykaturzystów, twórczość Szyka wyróżnia się bogatą kolorystyką i dbałością o szczegóły.
Artur Szyk (w Europie Zachodniej i USA artysta znany jest jako Arthur Szyk, tak też przeważnie podpisywał swoje prace) jest dzisiaj artystą znanym i często wystawianym jedynie w swojej ostatniej ojczyźnie – Stanach Zjednoczonych. W Europie, również w Polsce, po wojnie został praktycznie zapomniany i dzisiaj jego twórczość na starym kontynencie i w kraju ojczystym jest mało znana.

## Pochodzenie i młodość
Artur Szyk urodził się 16 czerwca 1894 w Łodzi, znajdującej się wtedy pod zaborem rosyjskim, w mieszkaniu przy ulicy Cegielnianej 5 w rodzinie żydowskiej, jako syn Solomona Szyka i jego żony Eugenii. Rodzina przyszłego artysty należała do wyższej klasy średniej. Solomon Szyk był dyrektorem fabryki wyrobów wełnianych M. Fuksa przy ulicy Nowocegielnianej 3, znienawidzonym przez robotników ze względu na swoją surowość co w końcu tragicznie zaważyło na jego życiu: w czerwcu 1905, podczas tzw. powstania łódzkiego, jeden z podległych mu robotników podczas zamieszek oblał jego twarz kwasem, na skutek czego stracił wzrok.
Mały Artur już od dzieciństwa zdradzał talent plastyczny, w wieku 6 lat podobno rysował sceny z powstania bokserów w Chinach. Chociaż jego rodzina była zasymilowana i nie należała do ortodoksyjnych wyznawców judaizmu, Artur chętnie rysował też sceny biblijne ze Starego Testamentu. Zainteresowania te sprawiły, że w 1909 za radą nauczycieli ojciec zdecydował go wysłać na naukę do Paryża, gdzie Artur rozpoczął studia w Académie Julian. W Paryżu Szyk miał okazję poznać trendy dominujące wtedy w sztuce, mimo to zdecydował się pójść własną drogą – bardziej w kierunku tradycji. Szczególnie pociągała go średniowieczna sztuka iluminacji książki, która wywarła ogromny wpływ na jego późniejszą twórczość.
Studiując w Paryżu, Szyk nadal utrzymywał ścisły kontakt ze środowiskiem łódzkim, nie tylko swoją rodziną. W latach 1912–1914 wysyłał do rodzinnego miasta rysunki i karykatury na współczesne tematy polityczne, które były publikowane w łódzkim czasopiśmie satyrycznym Śmiech. Oznacza to, że artysta zadebiutował w prasie w wieku zaledwie 16 lat.
Po czterech latach spędzonych we Francji w 1913 Szyk powrócił na ziemie polskie i kontynuował studia w Akademii Sztuk Pięknych w Krakowie u Teodora Axentowicza. Oprócz studiów czynnie angażował się w życie kulturalne Krakowa; nie zapominał też o rodzinnej Łodzi, projektując kostiumy i dekoracje dla łódzkiego kabaretu Bi Ba Bo. Czas ten wzmógł również polityczne i narodowe zaangażowanie artysty – Szyk czuł się polskim patriotą, wyrażał też jednak dumę z tego, że jest Żydem i w swoich pracach często przeciwstawiał się antysemityzmowi. Na początku 1914 Szyk z grupą innych artystów i pisarzy pochodzenia żydowskiego udał się w zorganizowaną przez żydowskie stowarzyszenie kulturalne „Hazomir” (hebr.: „słowik”) podróż do Palestyny, gdzie miał okazję zapoznać się z wysiłkami żydowskich osadników, pracujących na rzecz budowy przyszłego państwa żydowskiego.
Wizytę tę przerwał wybuch I wojny światowej. Szyk jako poddany rosyjski w sierpniu 1914 musiał opuścić Palestynę, należącą wtedy do Imperium Osmańskiego, i powrócić do kraju. Został wcielony do armii rosyjskiej i w listopadzie/grudniu 1914 wziął udział w bitwie pod Łodzią, na początku 1915 udało mu się jednak zbiec z wojska i resztę wojny spędził w swoim mieście rodzinnym. Czas spędzony w carskiej armii wykorzystał też na rysowanie rosyjskich żołnierzy, rysunki te jeszcze w tym samym (1915) roku wydał w formie pocztówek.
14 września 1916 Artur Szyk poślubił Julię Liekerman (zm. 1974). Mieli dwójkę dzieci: Jerzego (Georga, 1917-1958) i Alicję Aleksandrę (Alice Alexandrę, 1922-2016, żonę Józefa Braciejowskiego).

## Okres międzywojenny

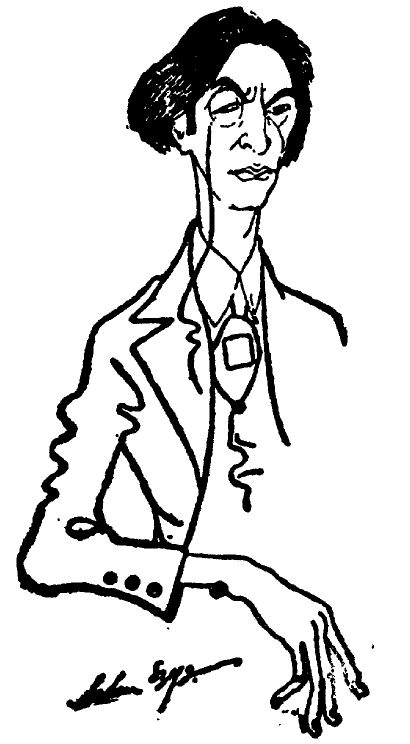
Portret Mojżesza Brodersona

### W odrodzonej Polsce
Po odzyskaniu przez Polskę niepodległości Szyk w pełni rozwinął działalność artystyczną, łącząc ją z zaangażowaniem politycznym. W 1919, pod wpływem wydarzeń rewolucji listopadowej w Niemczech, we współpracy z Julianem Tuwimem wydał pierwszą ilustrowaną przez siebie książkę o wymowie politycznej: Rewolucję w Niemczech, będącą satyrą na Niemców, którzy nawet aby wywołać rewolucję, potrzebują zgody cesarza i wojska. Jeszcze w tym samym roku Szyk musiał ponownie wziąć udział w działaniach wojennych – podczas wojny polsko-bolszewickiej (1919/1920) służył jako oficer kawalerii, przede wszystkim jednak był kierownikiem artystycznym wydziału propagandy armii w Łodzi.

### Wyjazd do Francji
W 1921 Artur Szyk z rodziną przeprowadził się do Paryża, gdzie mieszkał do 1937. Podczas pobytu w Paryżu dokonał się przełom w warstwie formalnej twórczości Szyka. Podczas gdy ilustracje poprzednich książek, przy których pracował Szyk, były zwykłymi rysunkami piórkiem i tuszem (przed 1925 Szyk zilustrował sześć książek, również dla polskich wydawnictw publikujących w jidysz), książki wydane w Paryżu mają już ilustracje pełne kolorów, w których widać w spełni wykształcony styl artysty. Pierwszą zilustrowaną w ten sposób książką była Księga Estery (Le livre d'Esther, 1925), Szyk stworzył też szatę graficzną do dialogu Gustawa Flauberta Kuszenie świętego Antoniego (La tentation de Saint Antoine 1926), powieści Pierre’a Benoît Studnia Jakuba (Le puits de Jacob 1927) i innych dzieł. Ilustracje te, wyróżniające się bogactwem kolorów i szczegółowością przedstawień, świadomie nawiązują do średniowiecznych i renesansowych tradycji iluminacji książek, często z wplecionymi w zaskakujący sposób elementami współczesnymi (np. autoportretem samego Szyka, ukazanym pod jedną z postaci). Jedynym wyjątkiem są ilustracje do dwutomowego zbioru anegdot o Żydach Le juif qui rit (1926/27), w których artysta powrócił do prostej czarno-białej grafiki (książka ta, jedna z bardziej znanych w jego twórczości, paradoksalnie spotkała się z zarzutem powielania antysemickich stereotypów).
Renomę artysty podnosiły wystawy, organizowane m.in. przez wspierającą go Galeries Auguste Decour (po raz pierwszy galeria ta wystawiła prace Szyka w 1922). Nabywcami jego prac byli m.in. ówczesny francuski minister oświaty i kultury Anatole de Monzie i nowojorski fabrykant Harry Glemby.
Po przeprowadzce do Paryża Szyk nie mieszkał jedynie we Francji, lecz często podróżował, przeważnie w celach artystycznych. W 1922 spędził 7 tygodni w Maroku, wtedy protektoracie francuskim, gdzie wykonał portret paszy Marrakeszu – za pracę tę otrzymał jako ambasador dobrej woli od francuskiego rządu order Palmy Akademickie (Palmes académiques). W 1931 został zaproszony do siedziby Ligi Narodów w Genewie, gdzie zlecono mu zilustrowanie statutu Ligi. Artysta wykonał część kart, na skutek rozczarowania postawą organizacji w latach 30. nie ukończył jednak tej pracy.

### Statut kaliski.Waszyngton i jego czasy

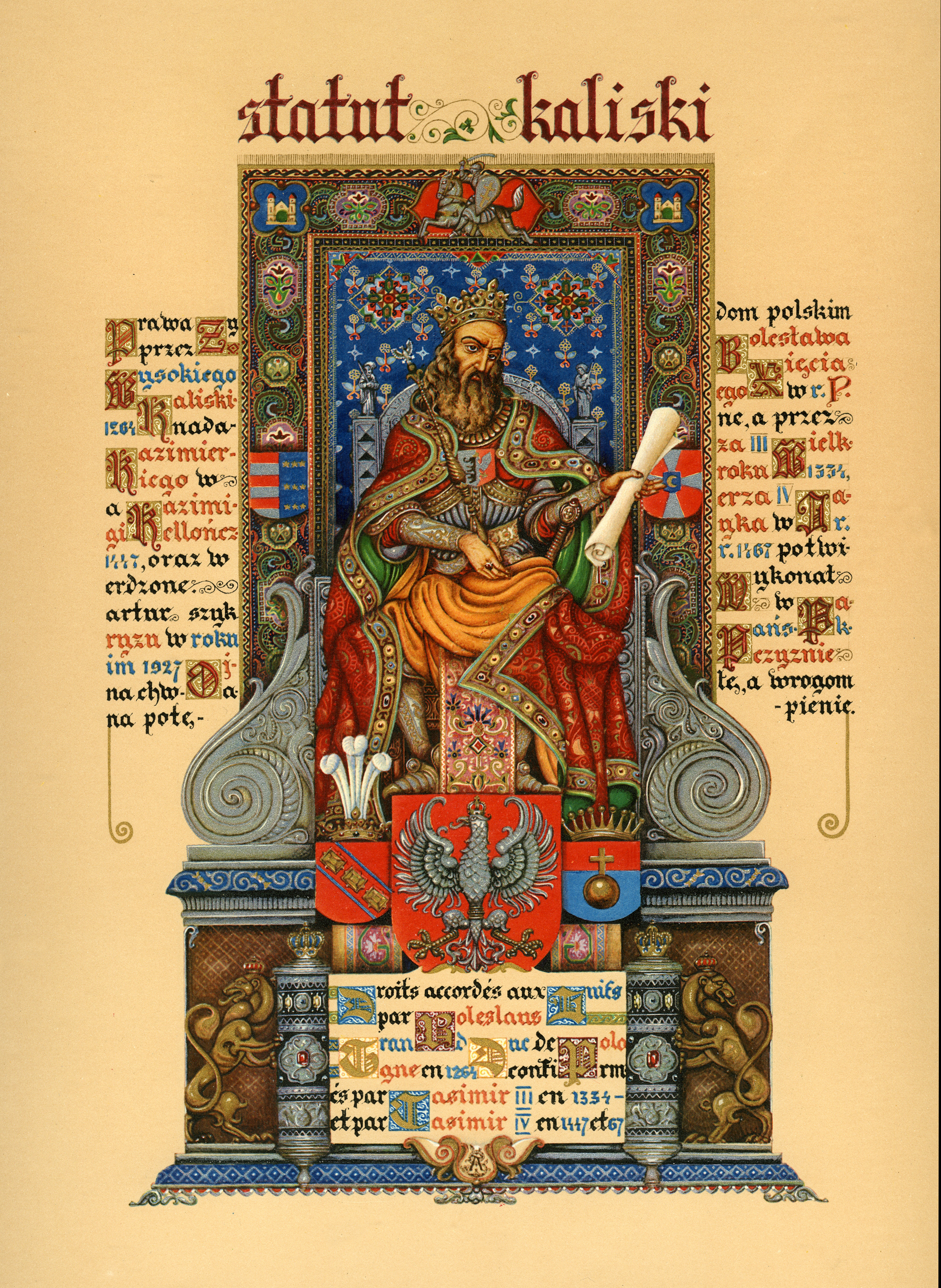
Kazimierz Wielki, frontyspis Statutu kaliskiego

„Jestem Żydem, a Polska jest moją ojczyzną. Nie umiem jednego od drugiego oddzielić w moim sercu. Bolał mię spór polsko-żydowski, wywołany w pierwszym rzędzie przez obce czynniki, oburzały oszczercze napaści wrogów na Polskę, którą nazywali krajem ucisku i pogromów żydostwa. W „Statucie kaliskim” gloryfikuję jeden z najpiękniejszych aktów liberalizmu polskiego w dziejach Europy. Wierzę mocno, że świetne tradycje polskiej tolerancji religijnej i narodowej zatriumfują nad nagonkami rozpętanych nacjonalizmów.” – Artur Szyk podczas wystawy autorskiej w Warszawie w 1932 roku
W okresie pobytu we Francji Szyk nie zerwał również kontaktów z Polską, często odwiedzając swój kraj ojczysty, ilustrując tu książki i organizując wystawy swoich prac. Drugą połowę lat 20. spędził przede wszystkim nad zilustrowaniem Statutu kaliskiego, zbioru przywilejów nadanych Żydom w 1264 przez księcia kaliskiego Bolesława Pobożnego. W latach 1926–1928 na 45 stronach stworzył bogatą oprawę graficzną statutu, przedstawiającą wkład Żydów do społeczeństwa polskiego, łącznie z ich uczestnictwem w walkach niepodległościowych, np. podczas powstania styczniowego lub w legionach Piłsudskiego, któremu Szyk zresztą zadedykował swoje dzieło. Jedną stronę artysta zadedykował rewolucji 1905 roku poświęcając ją swojemu rodzinnemu miastu Łodzi. W formie książkowej Statut kaliski został wydany w Monachium w 1932, ale już wcześniej zyskał dużą popularność: ok. 1927 w Krakowie wydano pocztówki z reprodukcjami ilustracji Szyka, w 1929 pokazano go na wystawach w Warszawie, Łodzi i Kaliszu, a w latach 1932/33 zorganizowano nawet „Okrężną Wystawę Dzieł Artura Szyka” pod protektoratem ministra spraw zagranicznych Augusta Zaleskiego, podczas której Statut zaprezentowano na wystawach w 14 miastach Polski.
Drugim wielkim cyklem historycznym stworzonym przez Szyka był Waszyngton i jego czasy, który rozpoczął w Paryżu w 1930. Cykl, który ostatecznie objął 38 grafik, przedstawiał wydarzenia amerykańskiej wojny o niepodległość i był hołdem złożonym pierwszemu prezydentowi USA i w ogólności całemu narodowi amerykańskiemu. W 1934 cykl zaprezentowano na wystawie w Bibliotece Kongresu Stanów Zjednoczonych w Waszyngtonie; przyniósł on Szykowi kolejne odznaczenie – tym razem w postaci Medalu Dwustulecia Jerzego Waszyngtona (The George Washington Bicentennial Medal) od rządu amerykańskiego.

### Hagada. Wyjazd do Londynu. Wystawa światowa w Nowym Jorku

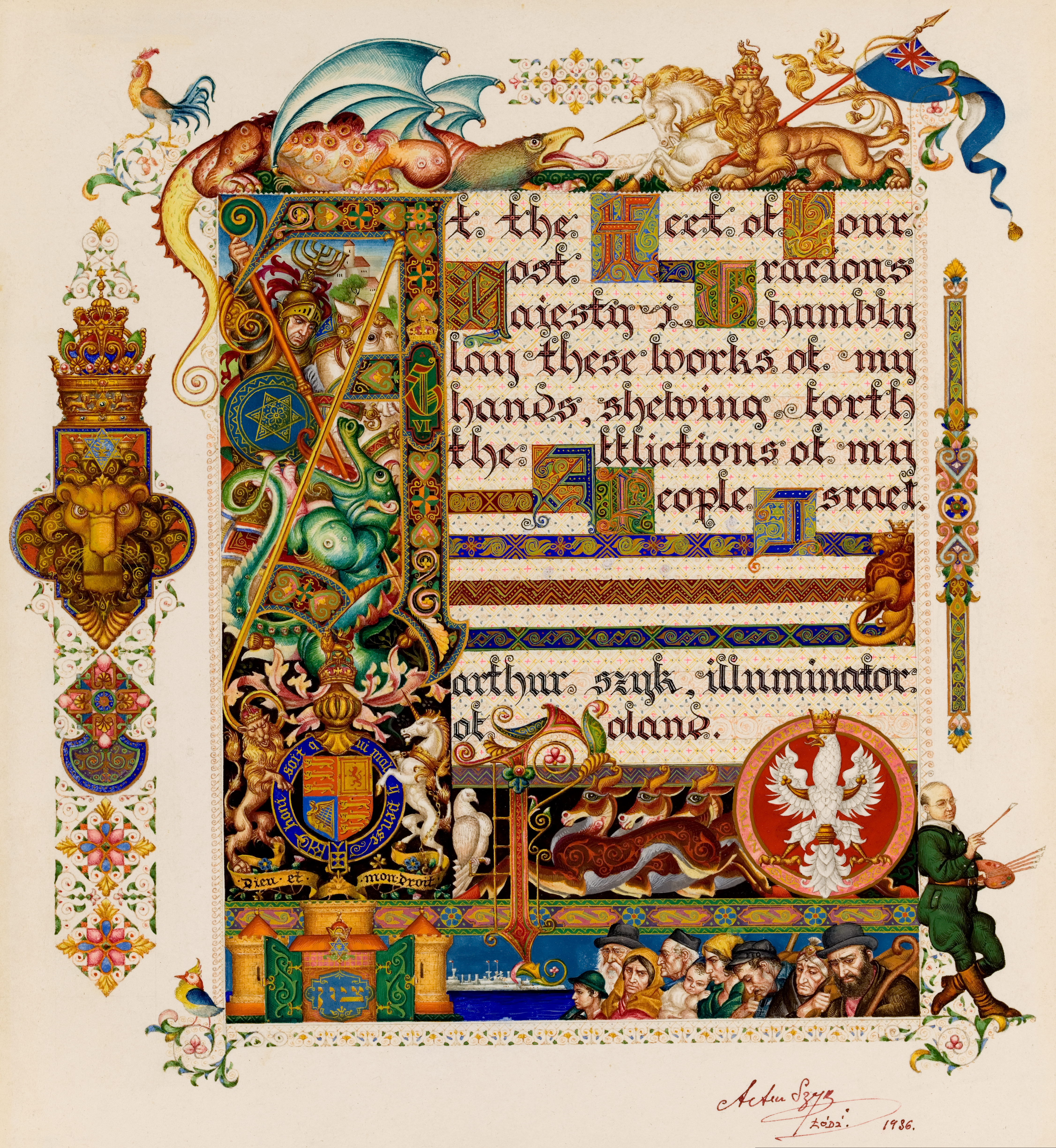
Hagada: dedykacja dla króla Jerzego VI

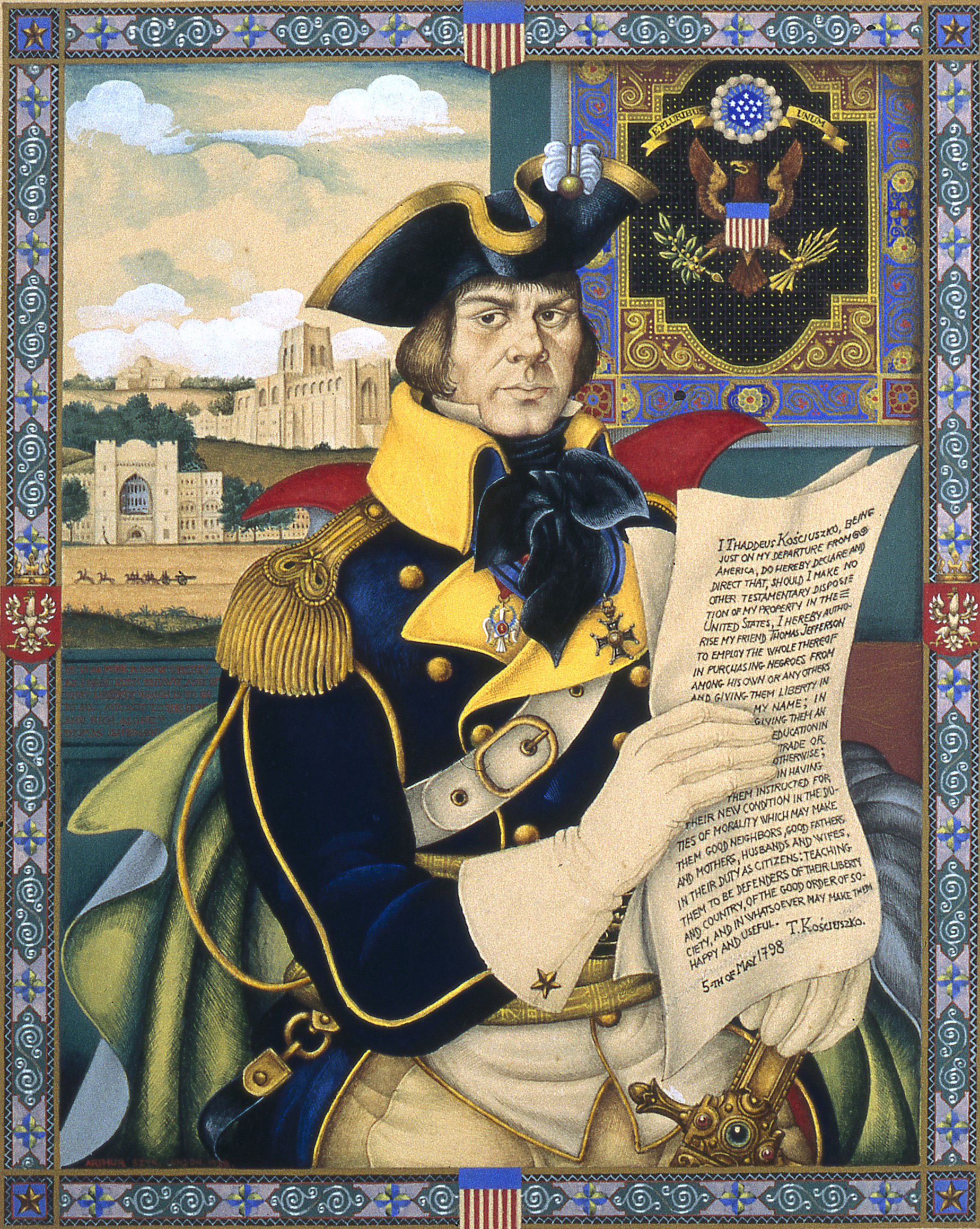
Tadeusz Kościuszko. Seria „Braterstwo Polsko-Amerykańskie”

Grafiki Szyka zyskały jeszcze wyraźniejszą wymowę polityczną po objęciu w Niemczech w 1933 władzy przez Hitlera. Karykatury Führera Szyk zaczął rysować już w 1933, prawdopodobnie pierwszą pracą artysty skierowaną przeciwko wodzowi III Rzeszy był ołówkowy rysunek Hitlera ukazanego jako nowy faraon. Karykatury te zapowiadały kolejny wielki cykl Szyka – uważaną za jego opus magnum Hagadę.
Hagada jest bardzo ważną i popularną w kulturze i religii żydowskiej opowieścią o wyjściu Żydów z Egiptu, która co roku jest odczytywana podczas wieczoru sederowego. Szyk zilustrował ją w 48 rysunkach w latach 1932–1938, a rozwój sytuacji politycznej w Niemczech w tym czasie skłonił go, aby wprowadzić do niej elementy współczesne. Dotyczyło to w szczególności przypowieści o czterech synach, w której pod postacią niegodziwego syna Szyk przedstawił mężczyznę w niemieckim stroju, z wąsikiem przypominającym Hitlera. W pierwotnej wersji cykl miał jeszcze ostrzejszą wymowę: na rysunkach widoczne były węże ze swastykami, pojawiały się głowy Hermanna Göringa i Josepha Goebbelsa.
W 1937 Artur Szyk wyjechał do Londynu w celu wydania Hagady. Podczas trzyletnich prac edytorskich artysta musiał się jednak zgodzić na wiele kompromisów, m.in. usunięto lub zamalowano wszystkie swastyki; nie jest wiadome, czy uczynił to na skutek nacisków wydawców czy brytyjskich polityków, prowadzących wobec Niemiec politykę appeasement. Ostatecznie Hagada została wydana w Londynie w 1940, artysta zadedykował ją królowi Jerzemu VI.
Ostatnią dużą prezentacją prac Szyka przed wybuchem wojny była prezentacja jego grafik na Wystawie Światowej w Nowym Jorku, która została otwarta w kwietniu 1939. Tematem 22 grafik Szyka pokazanych na wystawie w pawilonie polskim były początki osadnictwa polskiego w Ameryce, wkład Polaków do historii Stanów Zjednoczonych, a także związki pomiędzy oboma krajami.

## Okres II wojny światowej

### Reakcja na wybuch wojny
Wybuch II wojny światowej zastał Szyka w Wielkiej Brytanii, gdzie nie tylko nadzorował prace przy wydaniu Hagady, ale nadal tworzył i wystawiał swoje prace. Na wybuch wojny artysta zareagował natychmiast. W styczniu 1940 w Fine Art Society w Londynie otwarto wystawę jego 72 karykatur pt. War and „Kultur” in Poland. Wystawa spotkała się z pozytywną oceną. Jak napisał recenzent The Times:

Na wystawie są trzy motywy przewodnie: brutalność Niemców – i jeszcze prymitywniejsze okrucieństwo Rosjan – bohaterstwo Polaków i cierpienie Żydów. Ogólne wrażenie, jakie wystawa wywiera, jest ogromne, ponieważ nic w niej nie opiera się na pospiesznym osądzie, lecz całość stanowi nieprzejednaną walkę ze złem, ukazaną w tak przekonujący sposób, że można z tego czerpać prawdziwą artystyczną satysfakcję.

Szyk rysował coraz więcej karykatur wymierzonych w państwa Osi i ich przywódców, stawał się też coraz bardziej popularny. Amerykańskie wydawnictwo G.P. Putnam’s Sons w 1940 zaproponowało artyście wydanie tomu jego rysunków. Szyk wyraził zgodę, owocem tego był album The New Order, wydany w 1941, już po przyjeździe Szyka do USA, ale jeszcze przed przystąpieniem Stanów Zjednoczonych do wojny.
Cechą wyróżniającą Szyka spośród innych karykaturzystów działających podczas II wojny światowej było przy tym to, że w swoich pracach koncentrował się na przedstawianiu wrogów aliantów, stosunkowo rzadko przedstawiając przywódców i żołnierzy państw aliantów. Była to charakterystyczna cecha twórczości Szyka aż do końca wojny.

### Przyjazd do Stanów Zjednoczonych. Karykatury wojenne

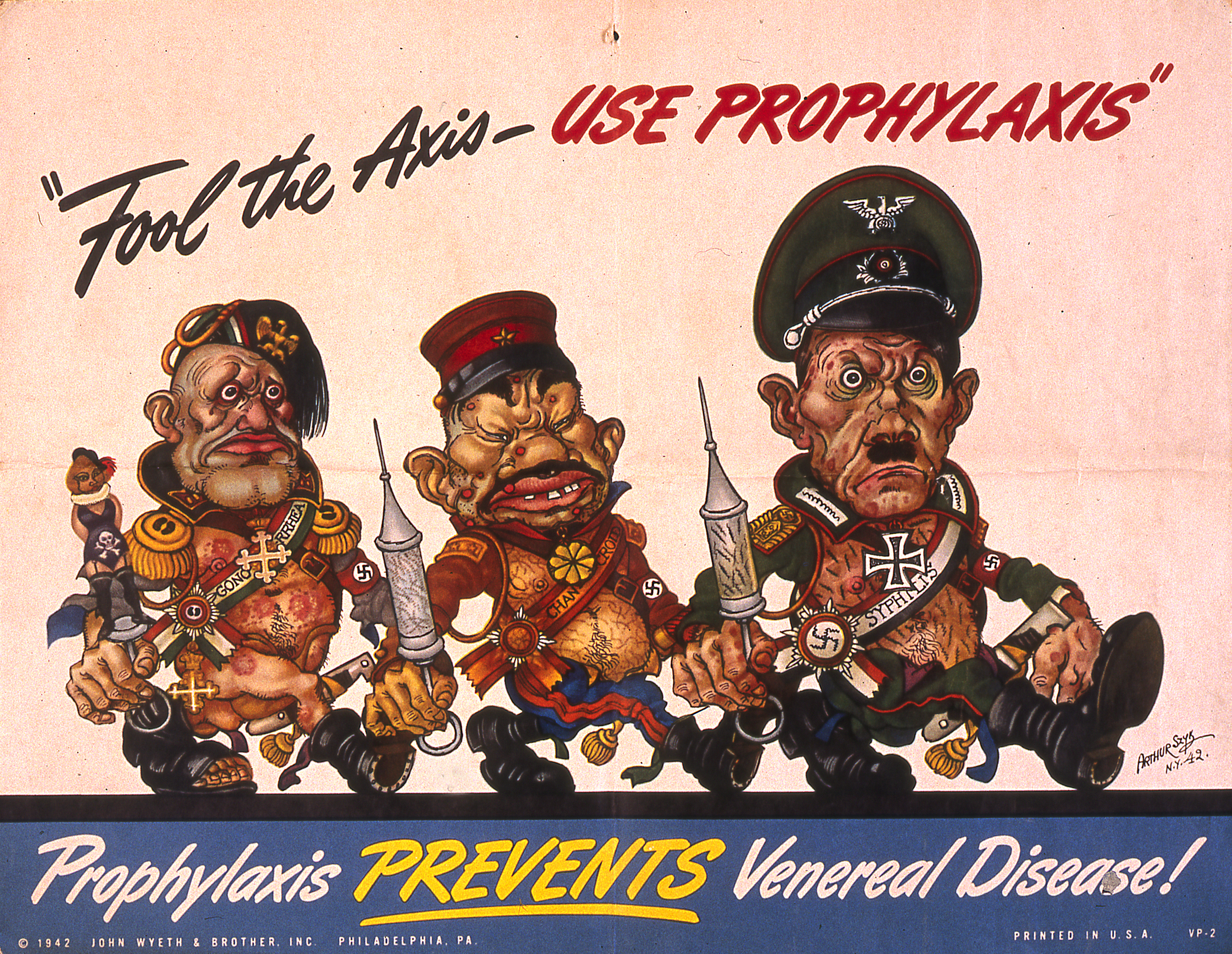
Plakat autorstwa A. Szyka

Na początku lipca 1940 Artur Szyk wyjechał z Wielkiej Brytanii do Ameryki Północnej; korzystał przy tym ze wsparcia rządu brytyjskiego i rządu RP na uchodźstwie, od których otrzymał zadanie popularyzacji w Nowym Świecie walki narodów brytyjskiego i polskiego z nazizmem. Jego pierwszym celem podróży na kontynencie północnoamerykańskim była Kanada, gdzie został przyjęty entuzjastycznie przez media: opisywano jego zaangażowanie w walkę prowadzoną przez aliantów, a The Halifax Herald donosił nawet o wyznaczeniu przez Hitlera nagrody za jego głowę. W grudniu 1940 Szyk z żoną i córką przyjechał do Nowego Jorku, gdzie mieszkał do 1945. Jego syn George jeszcze w 1940 zaciągnął się do sił Wolnej Francji u boku generała Charles’a de Gaulle’a.
W latach II wojny światowej, zwłaszcza po japońskim ataku na Pearl Harbor i przystąpieniu USA do wojny, Szyk stał się artystą niezmiernie popularnym w swojej nowej ojczyźnie. Jego karykatury przywódców państw Osi (Hitlera, Mussoliniego i Hirohito) i rysunki pojawiały się praktycznie wszędzie: w gazetach, czasopismach, na plakatach, kartach i znaczkach pocztowych, w wydawnictwach świeckich, religijnych i wojskowych, na budynkach publicznych i wojskowych. W latach wojny w całych Stanach Zjednoczonych odbyło się łącznie ponad 25 wystaw twórczości Szyka, a pod koniec wojny, w 1945, jego rysunek Two down and One to go został wykorzystany w filmie propagandowym, wzywającym żołnierzy do ostatecznej rozprawy z Japonią. Według magazynu Esquire plakaty z rysunkami Szyka cieszyły się wśród amerykańskich żołnierzy nawet większą popularnością niż wizerunki skąpo ubranych dziewcząt (pin-up girls) wieszane na ścianach w bazach wojskowych. Twórczość Szyka spotykała się też jednak z uznaniem krytyki. Już w 1941 Thomas Craven na obwolucie tomu The New Order stwierdził, że Szyk:

...jest twórcą nie tylko karykatur, ale przepięknie zakomponowanych obrazów, które w swojej niezwykłej dekoracyjności przypominają natchnione iluminacje wczesnośredniowiecznych rękopisów. Jego kompozycje są zwarte jak bomba, nadzwyczaj wyraziste w swoim przesłaniu, zdecydowane i precyzyjne w poprowadzeniu kreski i śmiercionośne w przedstawieniu [...] Stanowią one godne uwagi dokumenty.

Rysunki Szyka miały duże znaczenie dla propagandy amerykańskiej; w uznaniu dla jego roli w walce z nazizmem, faszyzmem i japońskim agresorem Eleanor Roosevelt, żona prezydenta F. D. Roosevelta, określiła go słowami one man army, co stało się jednym z najbardziej znanych przydomków artysty. Sam Szyk określał się często jako soldier in art. W swojej przybranej ojczyźnie czuł się na ogół dobrze, mówiąc:

Nareszcie znalazłem dom, którego zawsze szukałem. Tu mogę mówić, co moja dusza rzeczywiście czuje. Żadne inne miejsce na ziemi nie daje człowiekowi tyle wolności i sprawiedliwości co Ameryka.

### Krytyka aliantów w twórczości Szyka

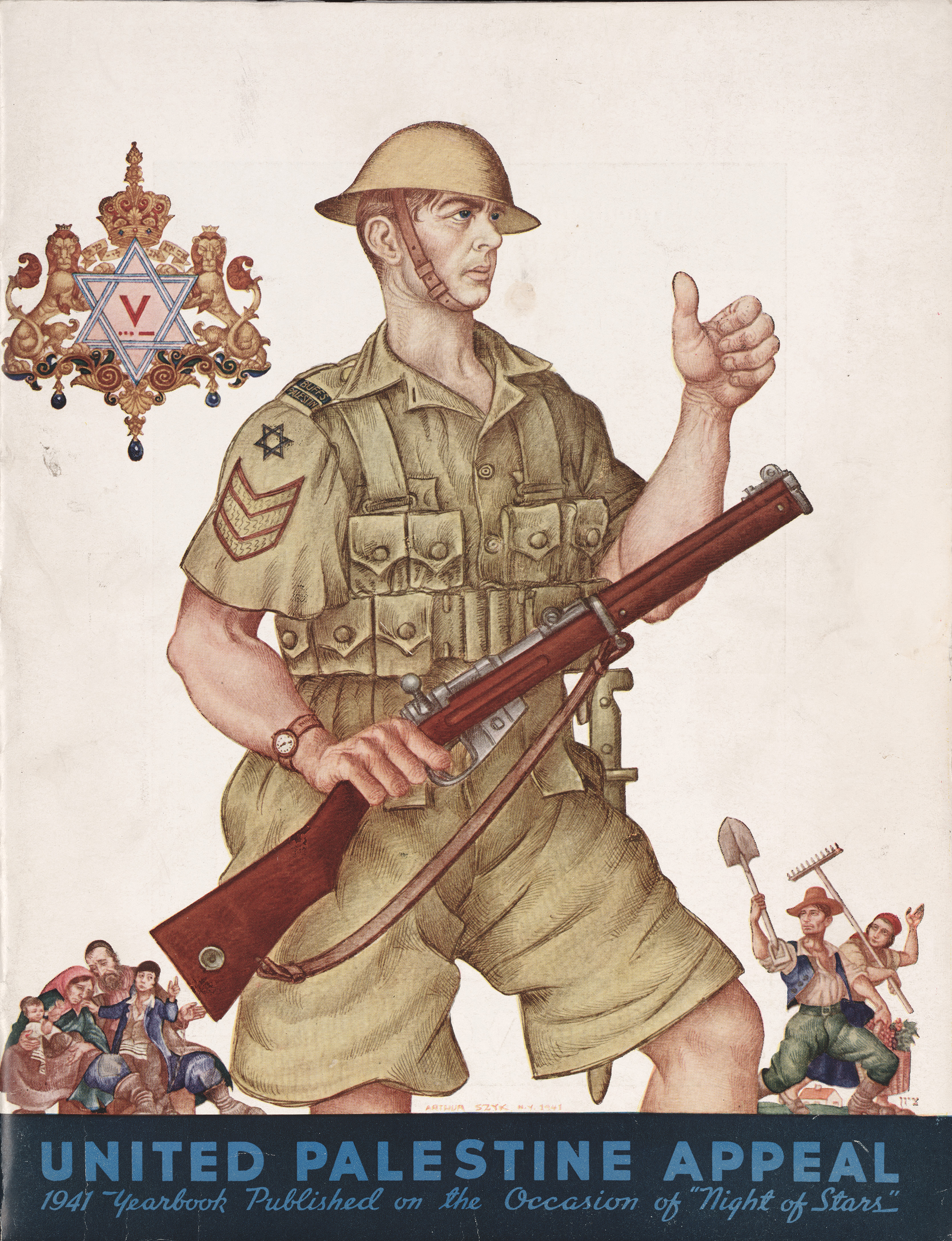
Apel o zjednoczoną Palestynę

Mimo że Szyk podczas wojny z całych sił zaangażował się w walkę z nazizmem, nie oznacza to, że w swoich rysunkach pomijał tematy przedstawiające aliantów w mniej korzystnym świetle. W odniesieniu do Wielkiej Brytanii była to przede wszystkim krytyka polityki bliskowschodniej tego kraju, zwłaszcza ograniczania emigracji żydowskiej do Palestyny. Chociaż w Deklaracji Balfoura z 1917 rząd brytyjski przewidywał utworzenie państwa żydowskiego w Palestynie, w maju 1939 Izba Gmin uchwaliła tzw. Białą Księgę (White Paper), ograniczającą liczbę żydowskich emigrantów do Ziemi Świętej do 10 000 rocznie, co miało fatalne skutki dla losu Żydów w opanowanej przez Hitlera Europie.
Również w Stanach Zjednoczonych Szyk krytykował bierność organizacji żydowskich wobec tragedii ich pobratymców w Europie. Popierał zwłaszcza działalność Hillela Kooka, znanego też jako Peter Bergson, członka syjonistycznej organizacji Irgun, prowadzącego w społeczeństwie amerykańskim kampanię mającą na celu zwrócenie uwagi na los europejskich Żydów; Szyk ilustrował m.in. całostronicowe ogłoszenia jego organizacji, które ukazywały się na łamach The New York Times. Artysta dostrzegał też napięcia rasowe w Stanach Zjednoczonych i brak prawdziwego równouprawnienia czarnej ludności. Na jednym z jego znanych rysunków widać dwóch amerykańskich żołnierzy – jednego białego i jednego czarnego – konwojujących wziętych do niewoli Niemców. Kiedy biały pyta czarnego: „Co byś zrobił z Hitlerem?”, czarny odpowiada: „Uczyniłbym go Murzynem i kazał zamieszkać gdzieś w USA”.
Ciekawy i pełen sprzeczności jest stosunek Szyka do Polski. Chociaż już przed wojną czuł się zarówno Żydem, jak i Polakiem i zapewniał: „Gdziekolwiek będę – pracować będę zawsze i przede wszystkim dla Polski”, a w trakcie wojny wielokrotnie przedstawiał cierpienia Polaków (nie tylko żydowskiego pochodzenia) na okupowanych ziemiach, chociaż (przynajmniej na początku) korzystał z pomocy finansowej polskiego rządu emigracyjnego, rząd ten, zwłaszcza pod koniec wojny, przedstawiał też w negatywnym świetle. Na znanym rysunku z 1944 obradujący przy stole polscy politycy ukazani są jako przeciwnicy Roosevelta, Stalina, „bolszewickiego agenta” Churchilla i Żydów, za to jako zwolennicy głoszącego antysemickie poglądy księdza Charlesa Coughlina oraz „(narodowej) demokracji” i „(narodowego) socjalizmu”. Już około 1943 roku Szyk, były uczestnik wojny polsko-bolszewickiej, diametralnie zmienił swoje poglądy również na temat Związku Radzieckiego. Od agresji Niemiec na ZSRR w 1941 zaczął w nim rosnąć podziw dla Armii Czerwonej, a na rysunku z 1944 przedstawił już wprost żołnierza Ludowego Wojska Polskiego u boku żołnierza radzieckiego, wspólnie wyzwalających Polskę.

### Ilustracje książkowe
Chociaż karykatury zdominowały twórczość Szyka podczas wojny, nadal zajmował się innymi dziedzinami, przede wszystkim ilustracją książkową. W 1940 na prośbę amerykańskiego wydawcy George’a Macy’ego, który na wystawie w Londynie zobaczył jego ilustracje do Hagady, zilustrował Rubajjaty – zbiór wierszy irańskiego poety Omara Chajjama. W 1943 artysta rozpoczął pracę nad ilustracjami do Księgi Hioba, wydanej w 1946, a w 1944 nad rysunkami do zbiorów baśni dla dzieci Hansa Christiana Andersena (Andersen's Fairy Tales) i Charles’a Perraulta (Mother Goose).

## Po wojnie. Ostatnie lata

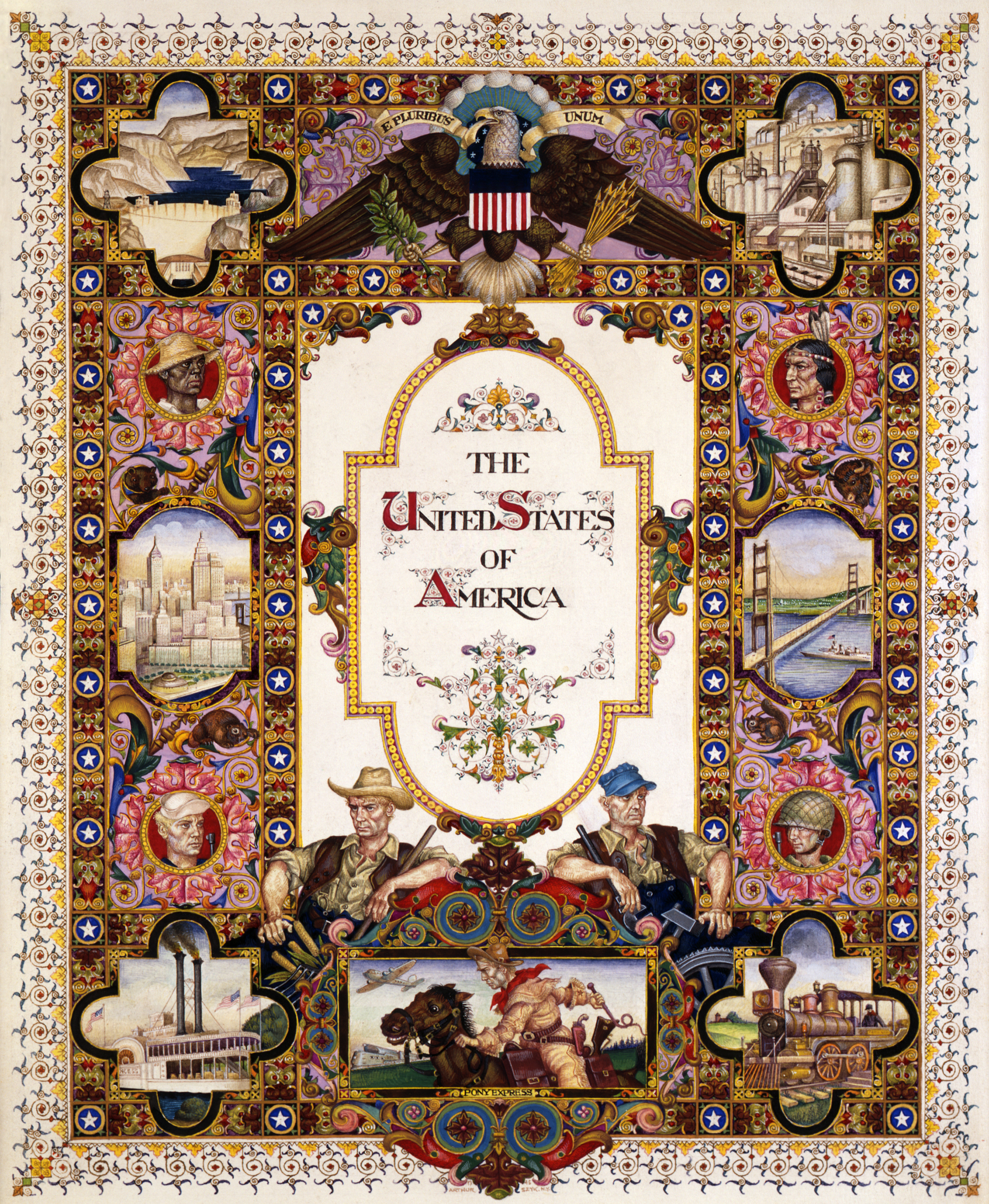
Obrazowa historia narodów: Stany Zjednoczone

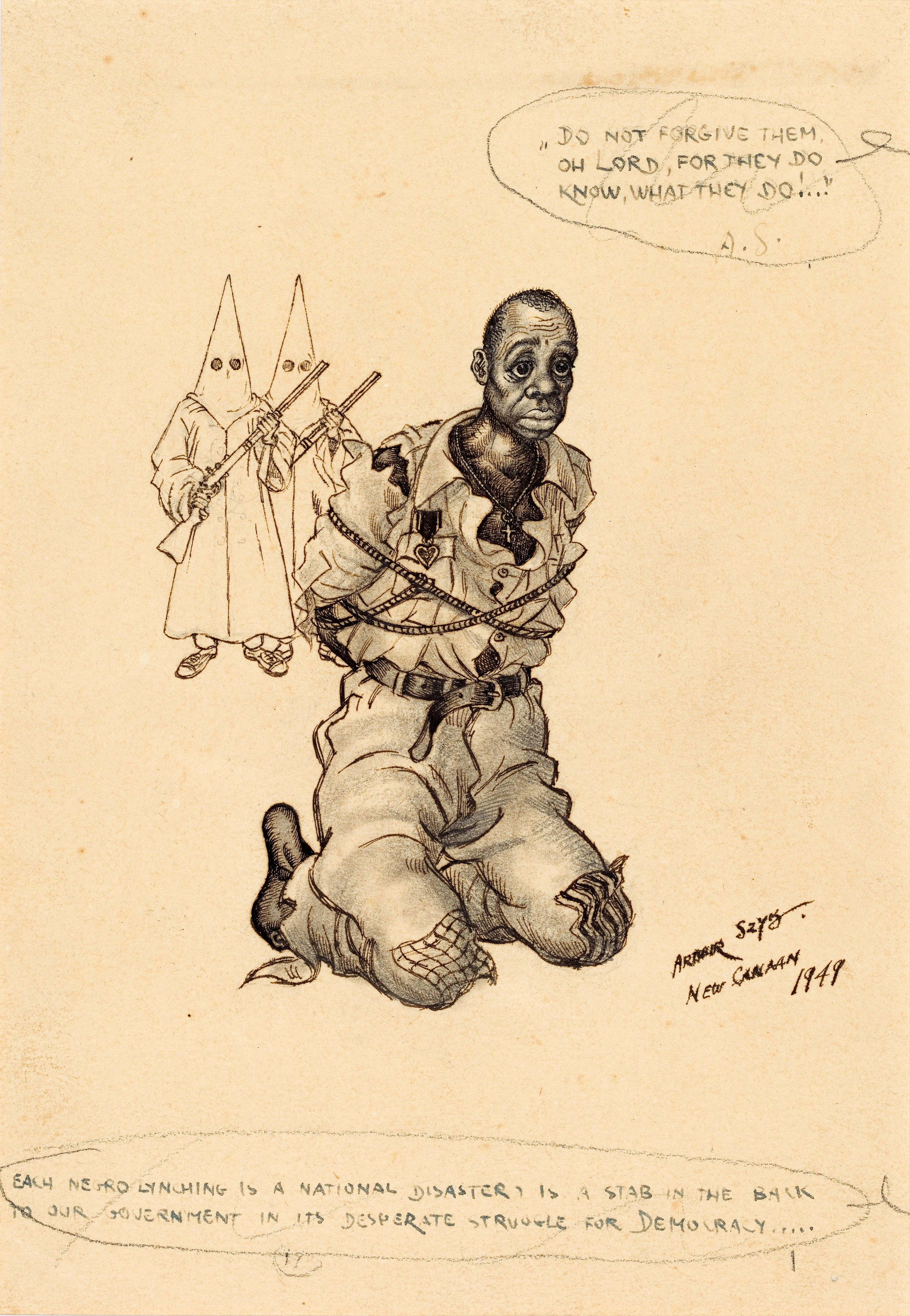
„Nie przebaczaj im, Panie, albowiem wiedzą, co czynią” – antyrasistowski plakat Szyka

W 1945 Artur Szyk z rodziną przeprowadził się z Nowego Jorku do New Canaan w stanie Connecticut, gdzie mieszkał do końca życia. Koniec wojny zwolnił go z konieczności prowadzenia walki z nazizmem przez swoje karykatury, obszerny wybór rysunków z tego okresu ukazał się w 1946 w tomie Ink and Blood. Artysta powrócił do ilustracji książkowej, ilustrując np. Opowieści kanterberyjskie Geoffreya Chaucera i przede wszystkim książki opowiadające historie starotestamentowe: Pathways through the Bible Mortimera J. Cohena (1946), Księgę Hioba (1946), Księgę Rut (1947), Dziesięcioro przykazań (1947), Historię Józefa i jego braci (1949). Pośmiertnie wydano też ilustracje do Księgi tysiąca i jednej nocy (The Arabian Nights Entertainments, 1954) oraz Księgi Estery (1974).
22 maja 1948 Szyk otrzymał wreszcie amerykańskie obywatelstwo, ale najszczęśliwszy dzień w jego życiu miał miejsce podobno osiem dni wcześniej: 14 maja, kiedy Izrael ogłosił Deklarację Niepodległości. Artur Szyk uczcił to wydarzenie, tworząc bogato zdobioną szatę graficzną do tekstu deklaracji w języku hebrajskim. Dwa lata później, 4 lipca 1950, wystawił bogato iluminowany tekst Deklarację Niepodległości swojej nowej ojczyzny – Stanów Zjednoczonych.
Artysta nadal angażował się też politycznie w swoim kraju, krytykując politykę makkartyzmu (podejrzliwości i szukania sympatyków komunizmu w amerykańskich środowiskach artystycznych i naukowych) oraz przejawy rasizmu. Na jednym ze znanych rysunków z 1949 przedstawił np. skrępowanego czarnoskórego mężczyznę, do którego zbliża się dwóch członków Ku Klux Klanu ze strzelbami w rękach; podpis pod rysunkiem brzmi: „Nie wybaczaj im Panie, ponieważ wiedzą, co czynią”. Spowodowało to, że i sam Szyk w ostatnim roku życia stał się obiektem zainteresowania Komisji ds. Badania Działalności Antyamerykańskiej senatora Josepha McCarthy’ego, która zarzuciła mu przynależność do Połączonego Antyfaszystowskiego Komitetu ds. Uchodźców (Joint Anti-Fascist Refugee Committee) oraz sześciu innych podejrzanych organizacji. W złożonym oświadczeniu Szyk wyparł się jednak sympatii do komunizmu.
Artur Szyk zmarł na atak serca w New Canaan 13 września 1951. Pochowany jest wraz z żoną i dziećmi w grobowcu rodzinnym na New Montefiore Cemetery w hrabstwie Suffolk.

## Ordery i odznaczenia
- Krzyż Komandorski Orderu Odrodzenia Polski (17 maja 1946)[32]
- Złoty Krzyż Zasługi (9 listopada 1931)[33]
- Order Palm Akademickich (Francja)

## Dziedzictwo

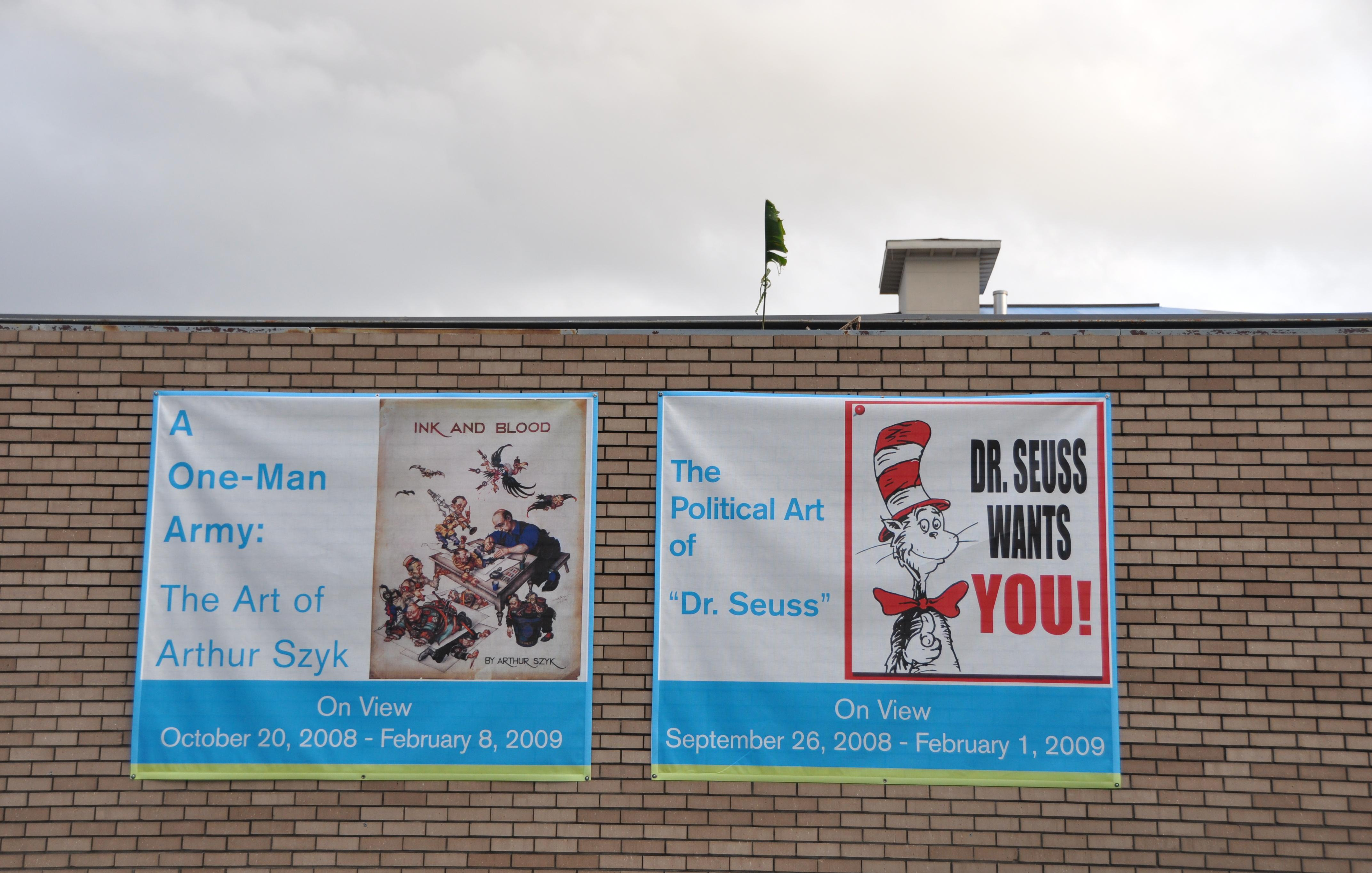
Wystawa twórczości Szyka w Muzeum Holocaustu w Houston

Ogromna popularność, jaką Szyk cieszył się w Stanach Zjednoczonych za życia, stopniowo osłabła po jego śmierci. Od lat 60. artysta rzadko był wystawiany w amerykańskich muzeach. Uległo to zmianie w 1991, kiedy w hrabstwie Orange w Kalifornii utworzono The Arthur Szyk Society. Założycielem Towarzystwa był George Gooche, który odkrył nieznane prace Szyka i doprowadził do zorganizowania wystawy pod nazwą „Arthur Szyk – Illuminator” w Los Angeles. W 1997 siedzibę Towarzystwa przeniesiono Burlingame w Kalifornii, wybrano też nową Radę Nadzorczą, na której czele stanął rabin, kustosz i antykwariusz Irvin Ungar. Dzięki pracy Towarzystwa od lat 90. w miastach amerykańskich zorganizowano wiele wystaw poświęconych twórczości Szyka, są też organizowane odczyty i wydawane publikacje.
W Europie, również w Polsce, Artur Szyk po II wojnie światowej praktycznie popadł w zapomnienie. Jedyna duża wystawa poświęcona jego twórczości została zorganizowana w Niemieckim Muzeum Historycznym w Berlinie od sierpnia 2008 do stycznia 2009, później w 2009 pokazywana była ona również w Niemieckim Muzeum Karykatury i Rysunku im. Wilhelma Buscha w Hanowerze.
W Polsce powojennej rysunki Szyka wystawiono po raz pierwszy w roku 2005, kiedy z USA z The Arthur Szyk Society sprowadzono wędrowną wystawę „Justice Illuminated: The Art of Arthur Szyk”. Wystawa, której polski tytuł brzmiał „Mistrz słusznej sprawy: Artur Szyk o wojnie, Ameryce, Żydach”, była eksponowana w Żydowskim Instytucie Historycznym w Warszawie, Pałacu Izraela Poznańskiego w Łodzi i Centrum Kultury Żydowskiej w Krakowie. Kolejna wystawa pod tytułem "Patriota/Artur Szyk" odbywała się w Galerii Kordegarda Narodowego Centrum Kultury od 16 listopada po 10 grudnia 2023 roku.